# Estasi di santa Teresa d'Avila (Pagani)
L'Estasi di Santa Teresa d'Avila è un dipinto olio su tela di Paolo Pagani eseguito intorno al 1705 e conservato nella chiesa di San Vincenzo Martire della frazione Cerete Basso del comune di Cerete, nella parete di destra della cappella Ferri che conserva la pala opera di Gianantonio Guardi.

## Storia
Il dipinto fu attribuito al pittore comasco Paolo Pagani formatosi a Venezia, dal critico e storico Simone Facchinetti. Non si conosce la sua committenza ma si conoscono i lavori di restauro che sono stati eseguiti nel tempo. Il primo fu affidato a Giuseppe Galdolfi di Bergamo nel 1855 con il restauro di altre opere

## Descrizione
Il dipinto raffigura santa Teresa d'Avila durante una delle sue visioni riproducendo i fatti nella semplicità del racconto che ne fece la santa nel Libro della sua vita.
La scena si svolge in un cielo dai colori scuri che esaltano però le parti illuminate dalla luce che colpisce la mano dell'angelo che poggia sulle nuvole dai colori dorati e caldi, un gioco di ombre che si illuminano nell'incarnato dell'angioletto posto al centro della tela, che si rivela nella sua nudità sfrontatamente usata dal pittore come fonte di luce. Il putto sembra trovarsi casualmente in quell'ambiente celeste, le sue ali hanno i colori dell'arcobaleno con toni di verde, arancione e tabacco, è lui il personaggio più importante della raffigurazione, che si volge verso l'osservatore in uno scatto improvviso del capo presentandosi con il volto in ombra dall'incarnato di un colore scialbo. Regge una corona di spine e una sferza, elementi del martirio, ma non iconograficamente comuni nella raffigurazione della santa.
La santa è raffigurata con gli abiti dell'ordine delle Carmelitane da lei fondato; la tonaca in sargia presenta uno strappo all'altezza del cuore, e è protesa verso l'angelo che regge il dardo, pronto a colpirla. Un dialogo ravvicinato tra i due con i volti che si avvicinano. In primo piano un testo aperto, soggetto più volte rappresentato dall'artista.